# Boris Beravs
Boris Beravs (in serbo Беравс Борис?; Belgrado, 12 luglio 1953) è un ex cestista jugoslavo.

## Palmarès
- YUBA liga: 2

Partizan Belgrado: 1975-76, 1978-79
- Coppa di Jugoslavia: 1

Partizan Belgrado: 1979
- Coppa Korać: 2

Partizan Belgrado: 1977-78, 1978-79